# Matija Antun Relković
Matija Antun Relković (ur. 6 stycznia 1732 w Svinjarze, zm. 22 stycznia 1798 w Vinkovci) – chorwacki pisarz epoki oświecenia, gramatyk, tłumacz i wojskowy.

## Życiorys
Był synem oficera z Pogranicza Wojskowego. Wykształcenie zdobył w klasztorze franciszkanów w Cerniku i prawdopodobnie również w innym klasztorze na obszarze Slawonii.
W 1748 roku wstąpił do wojska, gdzie uzyskał stopień kapitana. Był uczestnikiem wojny siedmioletniej. W 1757 roku znalazł się w pruskiej niewoli. Jako jeniec przebywał we Frankfurcie nad Odrą. Jego gospodarz posiadał bibliotekę z bogatymi zbiorami, dzięki czemu Relković miał okazję uczyć się języka francuskiego i Zetknąć się z literaturą oświeceniową.
W 1761 roku wydał swoje pierwsze dzieło literackie – zbiór Slavonske libarice s lipimi molitvicami i naukom krstjanskim nakitite. Rok później ukazał się jego Satir iliti divji čovik u verše Slavoncem, będący pieśnią napisaną w dialektach ikawsko-sztokawskich, uważany za jego najważniejsze dzieło, w którym krytykował zacofanie, przywary i złe obyczaje slawońskich wsi, częściowo wywodząc je z wpływów osmańskich. Jego zdaniem wzorem do naśladowania powinny były być obyczaje pruskie. W 1767 roku wydał publikację Nova slavonska i nimačka gramatika. W 1771 roku przetłumaczył z języka niemieckiego publikację z zakresu owczarstwa Prava i pomnjivo ispisana ovčarnica i wydał ją pod pseudonimem W.I. Pauls. Tłumaczył bajki z języków francuskiego i niemieckiego. W 1794 roku przetłumaczył z łaciny podręcznik prawniczy Postanak narodne pravič. Przetłumaczył też m.in. Bajki Ezopa. W 1795 roku napisał zbiór opowiadań Nek je svašta: iliti sabranje pametnih riči i kripostnih dila ljudskih.
W 1785 roku cesarz Józef II Habsburg nadał mu tytuł szlachecki. Od tej pory posługiwał się nazwiskiem Relković von Ehrendorf. W 1786 roku odszedł z wojska na emeryturę i zamieszkał w Vinkovci, gdzie żył do śmierci. Jego syn Josip Stjepan także był pisarzem.